# أندريو مارتين
أندريو مارتين (بالإسبانية: Andreu Martín)‏ هو كاتب للأطفال وكاتب إسباني، ولد في 9 مايو 1949 في برشلونة في إسبانيا.

## وصلات خارجية
- الموقع الرسمي
- أندريو مارتين على موقع IMDb (الإنجليزية)
- أندريو مارتين على موقع ألو سيني (الفرنسية)
- أندريو مارتين على موقع قاعدة بيانات الفيلم (الإنجليزية)
- أندريو مارتين على موقع كينوبويسك (الروسية)